# Disney Fairies
 (décembre 2022).

Premier logo de la franchise

Disney Fairies est une franchise de la Walt Disney Company. Le principe de cette gamme transversale de Disney Consumer Products est de capitaliser sur le riche héritage des contes de fées au sein de l'univers de Disney. Le personnage principal est la Fée Clochette de Peter Pan, mais elle sert de fil conducteur pour un ensemble d'éléments, principalement à l'attention des jeunes filles, lié au monde magique des fées et de la fantasy.

## Origine de la franchise
À l'ouverture de la Foire du livre de jeunesse de Bologne de 2005 (printemps), la Walt Disney Company annonce ses plans d'éditer une nouvelle illustrée pour les filles de 6 à 10 ans. Mais ce n'est qu'en septembre 2005 que Disney Publishing Worldwide publie la nouvelle intitulée Poussière de Fées et l’œuf magique (Fairy Dust and the Quest for the Egg) écrite par Gail Carson Levine, déjà récompensée par un Newbery Honor, marquant ainsi le début de Disney Fairies. Le livre, considéré comme la pierre angulaire de la série et de la franchise, a été édité en 32 langues dans 45 pays avec une campagne publicitaire et marketing sans précédent estimée à plus d'un million de dollars. La nouvelle est rapidement devenue un best-seller pour le New York Times et a été vendue à plus d'un million d'exemplaires au monde.
Le 8 septembre 2008, un jeu en ligne massivement multijoueur nommé Pixie Hollow basé sur cet univers et développé par Disney Interactive Media Group est lancé aux États-Unis. Le 21 août 2013, Walt Disney Internet Group annonce la fermeture de plusieurs mondes virtuels dont Pixie Hollow pour se recentrer sur Club Penguin et les jeux mobiles.

## Les Fées et le monde associé
Les histoires concernant la naissance des fées sont largement répandues à travers l'histoire et dans les œuvres littéraires. Ainsi, elles seraient les créations de la déesse Diane (Leland, 2004), nées au cœur des fleurs (Franklin, 2005), nées d'une sage-femme (Coleman, 1939) ou simplement créées lors d'un événement joyeux (Bradley, 2002). (Voir Références. Disney a choisi de leur donner la naissance à la manière indiquée par J. M. Barrie, auteur de Peter Pan et expliquant leurs origines dans le premier rire des bébés. Ces rires qui deviennent des fées sont très rares, car ils doivent traverser durant une journée l'océan pour atteindre le Pays imaginaire puis à leur arrivée recevoir la poussière magique pour devenir une fée.
Disney a catégorisé l'apparence des fées par leur talent. Chaque fée de Disney possède un talent spécifique qu'elles utilisent au quotidien. Parmi les talents, on retrouve les fées : des eaux, de la lumière, infirmières, bricoleuses, de la musique, des jardins, des arbres, éclaireuses, voltigeuses, des animaux, du givre, de la neige, de la glace, gardiennes de poussières de fées et des tempêtes. Grâce au film Clochette et la Fée pirate, un nouveau talent a été créé : l'alchimie de poussière de fées.
À l'image de la gamme Disney Princess, Disney Fairies comprend plusieurs personnages, chacun avec une personnalité distincte afin que les jeunes filles soient capables de se retrouver dans les fées à la personnalité proche de la leur.
Les fées de Disney vivent au sein de l'Arbre à poussière un grand érable situé au cœur de La vallée (Pixie Hollow en anglais), dans le Pays imaginaire.

### Les fées
- Fée Clochette : Aussi appelée simplement Clochette, elle est caractérisée par son impertinence et sa bravoure. Elle résout les problèmes et est considérée comme la meilleure fée bricoleuse de Pixie Hollow. Elle peut être très impatiente et irritable mais elle est extrêmement loyale. Elle porte une lyre dans sa poche pour jouer un morceau à n'importe quel moment.
- Beck : Elle est une fée des animaux. Son premier travail est de prendre soin de Maman Colombe et s'assurer qu'elle n'ait jamais besoin de quitter le nid. Beck est curieuse et attentionnée mais parfois un peu timide. Bien qu'elle aime la vallée de Pixie Hollow elle souhaite connaître le reste du monde.
- Bess : Bess est une fée artistique, la plus talentueuse peintre de Pixie Hollow. Elle est un peu désordonnée et très sensible aux critiques.
- Fira : Aussi nommée Moth, est une fée des lumières, elle est très joyeuse et un chef naturel. Elle a la responsabilité d'entraîner les lucioles qui éclairent Pixie Hollow.
- Lily : Lily est une fée jardinière et possède le plus beau jardin de la vallée. Elle est très terre-à-terre et à un grand sens pratique en plus d'être très patiente. Elle est aussi la seule fée à préférer marcher que voler.
- Prilla : Prilla est la dernière fée arrivée de la vallée et ne connaît pas encore son talent. Elle possède une bonne humeur et de bonnes intentions. On découvre au fil du livre que le véritable talent de Prilla est de pouvoir aller dans l'Autre monde qui est notre Monde dès qu'elle le désire et dans les situations critiques.
- Rani : C'est une fée des eaux, une rêveuse passionnée très enthousiaste et impulsive. Elle est la seule à pouvoir nager car ne possède pas d'aile. Elle n'en possède pas car elle les a coupées pour parler aux sirènes.
- Reine Clarion : La reine Clarion est le chef des fées du Pays imaginaire et dirige toute la vie de la vallée. Elle est noble et avisée avec comme principal objectif le bien-être de ses sujets.
- Terence : C'est une fée-moineau (un garçon), gardien de poussière de fée, qu'il apporte chaque jour aux autres fées pour qu'elles puissent avoir un peu de magie. Il est charmant, calme et bienveillant. Il a un petit faible pour Clochette, qui ne le sait pas.
- Vidia : C'est une fée voltigeuse. Elle possède un désir insatiable d'être la plus rapide au vol et fait tous les efforts pour l'être. Elle est un peu mal aimable, brusque dans ses propos et très impatiente si elle doit attendre. Elle n'hésite pas à arracher les plumes vives de Maman Colombe pour voler plus vite.
- Ondine : C'est une fée des eaux, capable de manipuler et de créer des formes avec l'eau, amie de Clochette.
- Noah : C'est une fée des animaux, capable d'interagir avec les animaux, c'est elle qui les prépare pour l'autre monde entre autres, amie de Clochette.
- Iridessa : C'est une fée des lumières, capable de créer des arc-en-ciel et de manipuler les rayons de lumière, amie de Clochette.
- Rosélia : C'est une fée des jardins, un peu égocentrique et dégoûtée de la saleté. Elle est toujours préoccupée par son apparence notamment la couleur de ses vêtements ou sa coiffure. Elle est capable de faire pousser des fleurs et des arbres qui façonnent la vallée des fées, amie de Clochette.

- Zarina : c'est une gardienne de poussière de fée (ancienne fée pirate), très impatiente et très impertinente, c'est elle qui est à l'origine des différentes couleurs de poussières de fées. D'ailleurs, c'est elle qui créera un nouveau talent : l'alchimie, amie de Clochette.
- Cristal : Cristalline dite Cristal, est la sœur jumelle de Clochette et fée de l'hiver, elle est capable de créer le givre. C'est ainsi qu'elle et les autres fées de l'hiver sauvent l'arbre à poussière de fée du gel mettant ainsi à l'abri toute forme de vie dans la vallée des fées. Ses ailes se mettent à s'illuminer lorsqu'elle est proche de Clochette. Elle sauva une des ailes de Clochette en connectant leurs ailes qui s'étaient fissurées alors que cette dernière s'était aventurée dans la vallée des fées de l'hiver pour chercher de l'aide à cause du gel qui envahissait la vallée des fées. Elle est bienveillante et toujours là quand quelqu'un à besoin d'aide.

## La franchise

### Publications

#### Poussière de Fées et l'Œuf magique
Le monde du Pays Imaginaire créé par J. M. Barrie dans Peter Pan sert d'inspiration au livre Poussière de Fées et l'Œuf magique (Fairy Dust and the Quest for the Egg) écrit par Gail Garson Levine et illustré par David Christiana  (ISBN 2230020609). Ces illustrations sont inspirées par les illustrations artisanales et traditionnelles des livres pour enfants du début XXe siècle en Europe. Le livre a été publié le 1er septembre 2005 et est disponible dans 45 pays en 32 langues.
L'histoire débute au Havre des fées, situé au cœur du Pays imaginaire. Prilla, qui vient juste de naître à partir du premier rire d'un bébé, arrive au Pays imaginaire et découvre qu'elle n'a pas de talent particulier. Clochette propose à Prilla d'aller voir Mère Colombe. Cette dernière bien que sage n'a pas le temps de renseigner Prilla car un terrible ouragan frappe le Pays imaginaire. Mère Colombe est projetée hors de son nid et le précieux œuf qu'elle couvait, contenant tous les secrets du pays imaginaire, est brisé. Aussitôt, les habitants du Pays imaginaire commencent à vieillir. Le seul espoir de l'île est que de braves fées apporte l'œuf brisé à Kyto le dragon pour qu'il soude les morceaux avec son souffle brûlant.

#### Série chapitrée: Histoires de Pixie Hollow
- Publié par Random House / Disney[10]

Publications Française :
- - 01 Clochette a des ennuis (The Trouble with Tink) ~ Kiki Thorpe (janvier 2006)
  - 02 Vidia et la couronne de la reine (Vidia and the Fairy Crown) ~ Laura Driscoll (janvier 2006)
  - 03 Lily et le secret de la plante (Lily’s Pesky Plant) ~ Kirsten Larsen (janvier 2006)
  - 04 Beck et la bataille des mures (Beck and the Great Berry Battle) ~ Laura Driscoll (janvier 2006)
  - 05 Rani et le lagon des sirènes (Rani in the Mermaid Lagoon) ~ Lisa Papademetriou (avril 2006)
  - 06 Fira et la pleine lune (Fira and the Full Moon) ~ Gail Herman (août 2006)
  - 07 Un chef-d’œuvre pour Bess (A Masterpiece for Bess) ~ Lara Bergen (décembre, 2006)
  - 08 Prilla et les papillons (Prilla and the Butterfly Lie) ~ Kitty Richards (avril 2007)
  - 09 Clochette au nord du Pays Imaginaire (Tink, North of Never Land) ~ Kiki Thorpe (août 2007)
  - 10 Beck au-delà des mers (Beck beyond the Sea) ~ Kimberly Morris (août 2007)

Publication Anglaise :
- - Dulcie's Taste of Magic ~ Gail Herman (janvier 2008)
  - Silvermist and the Ladybug Curse ~ Gail Herman (avril 2008)
  - Fawn and the Mysterious Trickster ~ Laura Driscoll (juillet 2008)
  - Rosetta's Daring Day ~ Lisa Papademetriou (janvier 2009)
  - Iridessa, Lost at Sea ~ Lisa Papademetriou (mai 2009)
  - Queen Clarion's Secret ~ Kimberly Morris (août 2009)
  - Myka Finds Her Way ~ Gail Herman (janvier 2010)
  - Lily in Full Bloom ~ Laura Driscoll (mai 2010)
  - Vidia Meets Her Match ~ Kiki Thorpe (septembre 2010)
- À paraître chez Random House / Disney (Publication anglaise)
  - Four Clues for Rani ~ Catherine Dal (janvier 2011)
  - Trill Changes Her Tune ~ Gail Herman (mai 2011)
  - Tink in a Fairy Fix ~ Kiki Thorpe (août 2011)
- Publié par HarperCollins Chapter Books (Publication anglaise)
  - Tinker Bell Takes Charge (septembre 2006)
  - Beck beyond the Sea (septembre 2006)
  - Dulcie's Taste of Magic (avril 2007)
  - Rani and the Three Treasures (avril 2007)

#### Livres additionnels
- In the Realm of the Never Fairies: The Secret World of Pixie Hollow ~ Monique Peterson
- Mysterious Messages ~ Tennant Redbank
- Prilla's Prize ~ Lisa Papademitriou
- Secret Fairy Homes
- A Poem for Tink
- The Disappearing Sun
- The Shell Gift
- Wings of Starlight (dernier livre en date) ~ d'Allison Saft, un préquel de la série de films qui raconte l'histoire d'amour impossible de Clarion et Milori.

#### Disney Fairies Magazine / Comic
En juin 2006, Egmont Magazines a lancé au Royaume-Uni un magazine mensuel pour les filles de 5 à 9 ans. Le magazine, titré Fairies, a été publié avec une édition initiale de 110 000 exemplaires et un prix à l'unité de 1,99 £. Le contenu du magazine est centré sur Clochette et ses amis de Pixie Hollow. Chaque exemplaire contient une histoire, des jeux, des activités, des posters et des pages de coloriages.
Fairies Magazine a ensuite été lancé en Espagne, en Italie, Malaisie, en Pologne, au Portugal, à Singapour, en Scandinavie et au Benelux.

### Films d'animations
Disney développe actuellement plusieurs films d'animations pour étendre le monde défini dans les livres et donner vie aux fées. Le premier est La Fée Clochette produit par Walt Disney Pictures en animation de synthèse. Ce film est sorti directement en vidéo chez Walt Disney Home Entertainment à l'automne 2008. Ce film donne aussi l'occasion à Disney de faire parler sa fée Clochette, seul le film Hook l'avait fait en 1991 mettant un terme à 50 ans de mutisme.
- 2008 : La Fée Clochette
- 2009 : Clochette et la Pierre de lune
- 2010 : Clochette et l'Expédition féerique
- 2011 : Clochette et le Tournoi des fées (Hors-série d'une demi-heure)
- 2012 : Clochette et le Secret des fées
- 2014 : Clochette et la Fée pirate
- 2014 : Clochette et la Créature légendaire

### Autres produits
La Walt Disney Company propose, en plus des livres, une large déclinaison de produits dérivés.
Disney a ainsi ouvert un site Internet The Disney Fairies, où les internautes peuvent découvrir et explorer le monde des fées. Il est même possible de créer une fée, visiter le vallon de Pixie Hollow et de découvrir les produits dérivés.
Disney Consumer Products a lancé une très importante offre de produits de consommation dont une gamme de poupée et leurs assortiments. On compte aussi des articles de papeterie (Disney Stationery), des costumes et vêtements (Disney Apparel), des objets de la vie quotidienne comme les mugs et les bols (Disney Hardlines).
La première édition officielle de produits Disney Fairies a eu lieu en janvier 2006 et consistait en une série exclusive de poupées de 25,4 cm dans les Disney Store. Depuis la société Playmates Toys Inc, en partenariat avec Disney à partir d'octobre 2005, conçoit et produit une gamme de jouets Disney Fairies.
En 2006, la franchise Disney Fairies donne l'occasion à la poste du Japon d'émettre un jeu de 10 timbres de 80 yen chacun.
Le 27 août 2010, Walt Disney Parks and Resorts annonce l'ajout du personnage de Vidia dans les parcs Magic Kingdom et Disneyland.